# NGC 7203
NGC 7203 is een balkspiraalstelsel in het sterrenbeeld Zuidervis. Het hemelobject werd op 27 september 1834 ontdekt door de Britse astronoom John Herschel.

## Synoniemen
- ESO 467-7
- MCG -5-52-27
- PGC 68053